# Laval-d'Aix
Laval-d'Aix è un comune francese di 118 abitanti situato nel dipartimento della Drôme della regione dell'Alvernia-Rodano-Alpi.

## Società

### Evoluzione demografica
Abitanti censiti